# Stuttgartski balet
Stuttgartski balet
Koreograf Jean Georges Noverre je bil prvi, ki je med letom 1760 in 1766 vodil ta dvorni balet. V sodobnejšem času je začel z imenovanjem Johna Cranka za svojega vodjo leta 1960 pridobivati svetovni ugled - tako je zaslovel zaradi razburljive in živahne koreografije. Njegova baletna šola je znana po visokih tehničnih merilih.